# ادوارد استافورد، سومین دوک باکینگهام
ادوارد استافورد، سومین دوک باکینگهام (انگلیسی: Edward Stafford, 3rd Duke of Buckingham؛ ۳ فوریه ۱۴۷۸ – ۱۷ مهٔ ۱۵۲۱) اهل بریتانیا بود. وی همچنین مفتخر به کسب نشان بند جوراب شده است.